# Vikabara atra
Vikabara atra är en insektsart som beskrevs av Irena Dworakowska 1993. Vikabara atra ingår i släktet Vikabara och familjen dvärgstritar.
Artens utbredningsområde är Taiwan. Inga underarter finns listade i Catalogue of Life.